# Piotr Barsony
Pour les articles homonymes, voir Barsony.
Piotr Barsony, né le 12 février 1948 à Toulouse, est un peintre, dessinateur, auteur de bande dessinée, graphiste, vidéaste et écrivain français.

## Biographie
Natif de Toulouse, Pierre Barsony est diplômé en architecture de l'École des beaux-arts de Paris en 1975, il enseigne l'art plastique entre 1973 et 1979. Son activité artistique porte sur divers domaines : peinture, architecture, urbanisme, illustration de presse, roman, livre jeunesse, cinéma, courts métrages vidéo, composition de chansons, affiches et albums de disques.

## Œuvre

### Bande dessinée
Piotr Barsony exerce comme dessinateur de bande dessinée avec son personnage Marc Edito, journaliste mondain égocentrique parisien, initialement publié dans Pilote puis dans l'Écho des savanes dans les années 1980.

### Peinture
En peinture, il n'utilise pas la toile comme support mais des feuilles de polyester translucide. En dessinant ou en peignant sur du polyester transparent, les deux faces de la toile sont travaillées[pas clair][réf. nécessaire].

### Cinéma
Dans le domaine cinématographique, il a participé à l'écriture du scénario du film Visiblement je vous aime de Jean-Michel Carré, sélectionné à Cannes en 1995.

### Musique
En plus de son travail avec Bumcello, il a aussi coopéré avec Arthur H pour la composition de ses chansons[réf. nécessaire].

### Livres jeunesse
- Tanbou, (Co-auteur Edmony Krater) Éditions du Seuil, 2000[5], livre-CD
- La Chanson volée, Éditions du Seuil, 2001
- Ça va s'arranger, Éditions du Seuil, 2003
- Papa porte une robe, (Seuil, 2004, musique de Bumcello, co-auteur)[6],[7],[8]
- Histoires de Joconde (JBZ & Cie, 2010)[9],[10]
- Papa porte une robe, Editions Intervalles, 2014

### BD
- Tant qu'y aura des hommes, Éditions Maspero, 1977
- Délation mon amour, Éditions Maspero, 1978
- Nous deux - C'est pas comme les autres, Pepperland, 1983
- Marc Edito, Éditions Albin Michel - l'Écho des savanes, 1986-1989, Editions Intervalles, 2022
  - 1. L'information d'abord, 1986[11]
  - 2. Visas, 1989
  - 3. L'Homme idéal, Editions Intervalles, 2022
- Travail, famille et rock'n roll, Art Moderne, 1988
- Frank Margerin présente (Collectif), Les Humanoïdes Associés,
  - 4. Les autos, 1991
  - 5. Les femmes, 1991
- Riche et Pauvre , Seuil jeunesse, 1997

## Expositions
- 1975, centre Georges-Pompidou[1]
- 1983, Atelier 137, Bowery, New York[1]
- 1989, 1998, Nieszawer, Paris[1]
- 2010, « Jewish Pop » à Paris[12]